# 1605

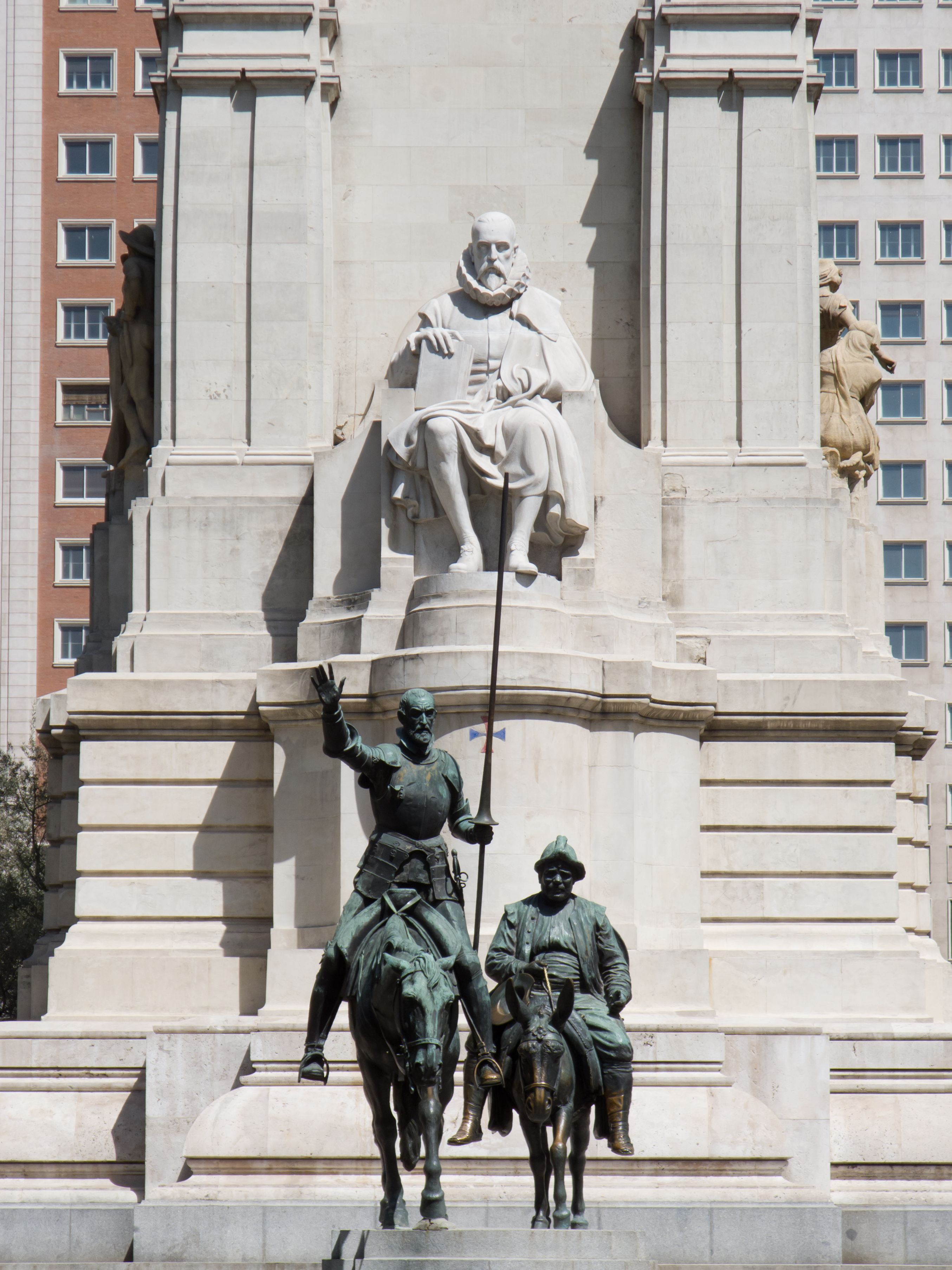
Cervantes monument

Het jaar 1605 is het 5e jaar in de 17e eeuw volgens de christelijke jaartelling.

## Gebeurtenissen
april
- 1 - Alessandro Ottaviano de' Medici volgt paus Clemens VIII op.
- 13 - In Rusland begint de Tijd der Troebelen met het overlijden van tsaar Boris Godoenov.

mei
- 16 - Paus Paulus V (Camillo Borghese) volgt paus Leo XI op.
- 23 - Graaf Maurits verovert het kasteel van Wouw.

juni
- 11 - Moskou wordt veroverd door de Valse Dimitri I, die met steun van de Poolse koning Sigismund III Wasa de katholieke kerk wil instellen.
- 19 - Lodewijk II van Nassau-Saarbrücken erft het graafschap Nassau-Idstein van Johan Lodewijk II van Nassau-Idstein en verenigt zodoende alle bezittingen van de Walramse Linie van het huis Nassau in één hand.

juli
- 25 - In 's Heerenberg wordt Mechteld ten Ham wegens hekserij in het openbaar verbrand.

augustus
- 9 - Tijdens het Beleg van Oldenzaal wordt de stad, slechts verdedigd door 500 soldaten, door een Spaanse overmacht onder leiding van Spinola ingenomen.
- 18 - Spinola neemt Lingen in.
- 23 - Eerste aanval op Bergen op Zoom door Du Terrail. De stad slaat de aanval af.

september
- 21 - Tweede aanval op Bergen op Zoom. Du Terrail valt voor de tweede keer tergeefs aan, hij verliest hierbij meer dan honderd man.

oktober
- 9 - Slag bij Mülheim tussen Maurits van Nassau, de latere Prins van Oranje, en Ambrosio Spinola. Door een krijgslist van Spinola trekt de winnende Maurits zich terug.
- 28 - Spinola neemt Wachtendonk in tijdens het Beleg van Wachtendonk.

november
- 3 - Prins Salim volgt zijn overleden vader Akbar de Grote op als vorst van het Mogolrijk. Hij gaat regeren als Jahangir.
- 5 - Buskruitverraad ("Gunpowder Plot") in Londen (Engeland), een poging tot staatsgreep van onderdrukte katholieken o.l.v. Guy Fawkes.
- 5 tot 8 - Belegering van Kasteel Krakau door legers van Ambrosio Spinola.

zonder datum
- Koning Christiaan IV van Denemarken legt een claim op Groenland.
- De Verenigde Oost-Indische Compagnie (VOC) verdrijft de Portugezen van Tidore.
- De Franse ontdekkingsreiziger Samuel de Champlain beschrijft voor het eerst de aardpeer, die hij heeft aangetroffen bij de Huron-indianen.

## Muziek
- Uitgave van Gradualia I  van William Byrd.
- Publicatie van het Vijfde Boek Madrigalen van Claudio Monteverdi.
- Tomás Luis de Victoria schrijft zijn requiem Officium Defunctorum

## Bouwkunst

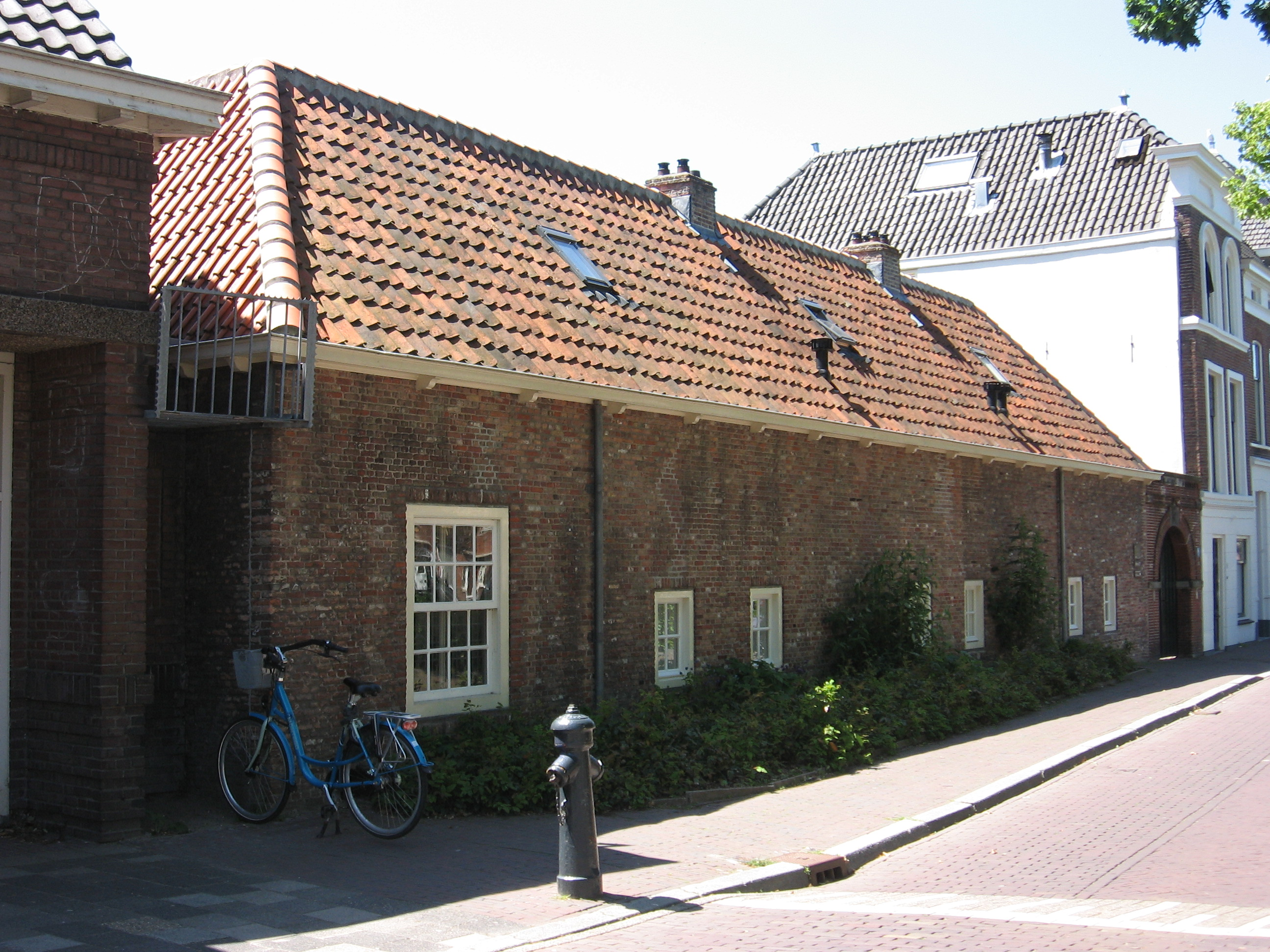
Klaeuwshofje, Delft (1605)

## Geboren
februari
- 23 - Frans Banninck Cocq, de kapitein op het schuttersstuk De Nachtwacht, 17e-eeuwse burgemeester van Amsterdam (overleden 1655)

april
- 8 - Filips IV van Spanje, koning van Spanje van 1621 tot 1665 (overleden 1665)
- 18 (gedoopt) - Giacomo Carissimi, Italiaans componist (overleden 1674)

juli
- 29 - Simon Dach, Duits dichter (overleden 1659)

oktober
- 19 - Thomas Browne, Engels arts en schrijver (overleden 1682)
- 20 - Cornelis Booth, Nederlands arts en later burgemeester van Utrecht (overleden 1678)

datum onbekend
- Louys Trip, handelaar in ijzer, wapens en munitie, en een van de opdrachtgevers voor de bouw van het Trippenhuis (overleden 1684)

## Overleden
maart
- 3 - Paus Clemens VIII (69), geboren als Ippolito Aldobrandini (paus van 1592 tot 1605)

april
- 6 - John Stow (±80), Brits historicus
- 13 - Boris Godoenov (ca. 54), tsaar van Rusland 1598-1605
- 27 - Paus Leo XI (69), geboren als Alessandro de' Medici, paus in 1605

mei
- 4 - Ulisse Aldrovandi (82), Italiaans natuuronderzoeker

juni
- 19 - Johan Lodewijk II van Nassau-Idstein (9), graaf van Nassau-Idstein

september
- 24 - Manoel Mendes (58?), Portugees componist

oktober
- 13 - Theodorus Beza (86), Frans-Zwitsers protestants theoloog en reformator
- 27 - Akbar de Grote (63), keizer over het Mogolrijk